# 충청수영 내삼문
충청수영 내삼문(忠淸水營 內三門)은 대한민국 충청남도 보령시 충청수영의 북동쪽에 있는 정면 3칸, 측면 1칸으로, 3칸 중 가운데 한칸을 높여 솟을지붕형태의 건축물이다. 2010년 12월 30일 충청남도의 유형문화재 제210호로 지정되었다.

## 참고 자료
- 충청수영 내삼문 - 국가유산청 국가유산포털